# 久保田権四郎

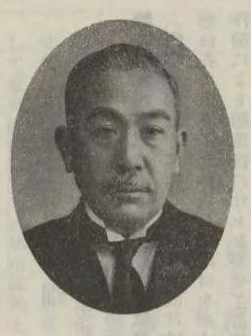
久保田権四郎

久保田 権四郎（くぼた ごんしろう、久保田 權四郎、明治3年10月3日（1870年10月27日） - 昭和34年（1959年）11月11日）は、広島県尾道市出身の実業家。発明家。久保田鉄工所（現クボタ）創業者。前名・大出權四郎。

## 来歴・人物
備後国御調郡大浜村（因島、現尾道市）の貧しい農家の末子として生まれる。学校へはあまり行かず瀬戸内海を通る蒸気船に憧れ「いつかはあんな大きな船をつくる鍛冶屋に」と願った。早く出世して両親に楽をさせてあげたいと15才の時、大阪市へ出て鋳物屋に丁稚奉公。利発にして誠実、また器用で根気よく、節約して資金を貯め1890年、19歳の時早くも大阪市南区（現中央区）に「大出鋳物」を創業し、秤の分胴などを製造した。この前後に父、母を亡くし余り親孝行は出来なかったが仕事に打ち込んだ。
世は文明開化以降、海外からコレラなど伝染病侵入の恐怖で、近代水道事業が急がれた時期。これに使用する大量の鋳鉄管（合わせ目の無い大型の直管の水道管）に国産を採用することに決定はしたものの、過度の水圧がかかる鋳鉄管を製造する技術が無く不良品が相次ぎ、結局外国から莫大な大金を支払い輸入し続けていた。1893年、権四郎も独力で鋳鉄管の研究・製造に着手。多くの事業者がこれに取り組み撤退していく中、不撓不屈の精神で研鑽を続け、回転式丸堅込鋳造法などの発明により1897年、国産初の直管の鋳鉄管製造に成功、1900年には実用化に成功し国益に大きく貢献した。のち外国産にも劣らぬ品質の鋳鉄管を大量生産する事にも成功し、大阪府や東京都の水道管・ガス管に大量に使用され会社発展の基礎となった。“日本の水道管の歴史はクボタの歴史”ともいわれる。
1900年には懇望されて久保田家の養子となり社名を「久保田鉄工所」と改名。この後、紡績機械、工作機械、農作機械、発動機なども手掛け事業を拡大。さらに満州久保田鋳鉄管、尼崎製鉄などの設立で事業の多角化を推進した。
草創期の自動車製造にも乗り出し1919年、「実用自動車製造株式会社」を設立。しかし成果が得られず1926年、国産工業（現；日立金属）の子会社「合資会社ダット自動車商会」と合併し「ダット自動車製造株式会社」となり、この会社は日産自動車の母体となった。
戦後は会社再建の途中、高齢の為1949年、社長を退き相談役となり1959年、89歳の天寿を全うした。生涯に得た特許は70件、実用新案は150余件にものぼる発明家でもあった。また立志伝中の人物としても知られ、社会公共事業の面でも多くの足跡を残している。当時、産業革命、富国強兵の流れの中で発展を遂げていく近代日本の産業の底辺には貧困層を生み出していた。1911年に貧しい子供達のために開かれた「私立徳風尋常小学校」の支援や、私財を投じて郷里・因島の道路建設などを行った。大阪市の高級住宅地・帝塚山に構えた大邸宅の跡地は現在大阪市立晴明丘南小学校になっている。
1923年紺綬褒章、1928年緑綬褒章、1953年藍綬褒章。1943年勲五等瑞宝章、1959年正五位勲三等旭日中綬章。